# Алексеев, Денис Владимирович
Денис Владимирович Алексе́ев (род. 1 октября 1997, Губкин, Белгородская область) — российский хоккеист. Выступает в ярославском «Локомотиве» на позиции центрального нападающего.

## Биография
Родился 1 октября 1997 года в городе Губкин Белгородской области. В хоккей Дениса отдали родители в пять лет. Первым тренером Алексеева стал Сергей Николаевич Мишнев. В 2009 году вместе с родителями он переехал в Ярославль. Хоккеист выступал за команду «Локомотив»-97" под руководством Андрея Емелина. Он стал одним из лидеров этой команды, а затем и стал ведущим игроком клуба Молодежной лиги «Локо».
Алексеев выступал в ВХЛ за ХК «Рязань». В сезоне 2016/2017 дебютировал в КХЛ за «Адмирал» из Владивостока. За эту же команду он забросил дебютную шайбу на высшем уровне. Он поразил ворота новокузнецкого «Металлурга».
Автор первой шайбы «Локомотива» в 10-м сезоне КХЛ.

## Достижения
- Обладатель Кубка Харламова (2016)
- Бронзовый призер чемпионата МХЛ (2015)
- Серебряный призер первенства МХЛ (2014)
- Чемпион России среди юниоров (2014)
- Бронзовый призер чемпионата России среди юниоров (2013
- Обладатель Кубка Гагарина 2025 года